# Фриас-и-Эскаланте, Хуан Антонио де
Хуан Антонио де Фриас-и-Эскаланте (исп. Juan Antonio de Frías y Escalante; 1633, Кордова — 1669, Мадрид) — испанский живописец Золотого века Испании.

## Биография
Первые уроки живописи получил в родном городе, затем отправился в Мадрид, где стал учеником Франциско Ризи. Совершенствовался изучением и копированием в столичном королевском музее картин знаменитых мастеров, восхищался венецианским искусством, преимущественно Тинторетто и Паоло Веронезе, которым впоследствии подражал. Определённое влияние на него оказали работы Алонсо Кано.

## Творчество
Эскаланте — плодовитый художник исторического жанра, автор многих картин на мифологические и сакральные темы, в том числе иконографии Богородицы.
Рисунок Эскаланте часто манерен, а колорит условен. Тем не менее он пользовался большим почётом у своих современников и, несмотря на молодость, сделал карьеру при испанском дворе. Создал ряд работ для украшения церквей.
Наиболее известные из сохранившихся произведений художника — «Святое Семейство» (в мадридском музее Прадо), «Младенцы Христос и Иоанн Креститель» (там же), «Бессеменное Зачатие» (в будапештском музее изобразительных искусств), «Святой Иосиф с младенцем-Христом на руках» (в Эрмитаже) и две картины библейского содержания в мадридском музее де-ла-Тринидад. Кроме того, его полотна хранятся в Берлинской картинной галерее, музее Серральбо в Мадриде и др.